# مظفر أباد (مشيز بردسير)
مظفر أباد (بالفارسية: مظفرآباد) هي قرية تقع في إيران في البلدة المركزية.